# Wolf Kaiser
Pour les articles homonymes, voir Kaiser.
Wolf Kaiser, né le 26 octobre 1916 à Francfort-sur-le-Main (Empire allemand) et mort le 22 octobre 1992 à Berlin (Allemagne), est un acteur allemand, actif au théâtre et au cinéma.
Il a grandi en Suisse, où il a étudié la chimie et la physiologie. En 1937, il est jugé inapte au service dans la Wehrmacht et se rend à Berlin où il suit une formation d'acteur.

## Carrière
Wolf Kaiser fait ses débuts sur scène en 1941 au Stadtheater de Jihlava, en Tchécoslovaquie, lorsque ce pays était occupé par l'Allemagne. Cela conduit à son engagement à la Volksbühne de Berlin de 1942 à 1945. Kaiser obtient ensuite des engagements à Francfort-sur-le-Main, Munich et au Schauspiel Leipzig. En 1950, Kaiser retourne à Berlin, où Bertolt Brecht le recrute au Deutsches Theater et au Berliner Ensemble. Wolf Kaiser joue plus de 450 fois le rôle de Macheath (surnommé « Mackie Messer » [Mack le Couteau]) dans L'Opéra de quat'sous de Brecht et Weill. Wolf Kaiser reste avec le Berliner Ensemble jusqu'en 1967, devenant ainsi l'un des principaux acteurs de scène d'Allemagne de l'Est.
Kaiser joue dans des films depuis la Seconde Guerre mondiale, notamment dans L'Histoire du petit Muck (Die Geschichte vom kleinen Muck) de Wolfgang Staudte (1953), Ernst Thälmann de Kurt Maetzig, Sohn Seiner Klasse (1954), Thomas Müntzer de Martin Hellberg et le film de la pièce de Brecht, Mutter Courage und ihre Kinder de Peter Palitzsch et Manfred Wekwerth (1961). Le premier rôle principal de Kaiser est en 1956 dans Die Millionen der Yvette de Martin Hellberg. Il est connu pour ses rôles dans la version cinématographique de Helmut Spieß de 1956 du Vaillant Petit Tailleur, la version cinématographique de Martin Hellberg de 1959 de Cabale et Amour de Friedrich Schiller et le film de Robert Vernay de 1965 Das Stacheltier – Das blaue Zimmer. À partir de 1969, Wolf Kaiser concentre sa carrière au cinéma, notamment dans la version 1973 de Kleiner Mann – was nun? de Peter Zadek et la version télévisée d'Ursula d'Egon Günther en 1978. Le dernier rôle cinématographique majeur de Kaiser remonte à 1981 dans le rôle de Casanova dans Casanova auf Schloss Dux (de) de Martin Eckermann. Wolf Kaiser est apparu fréquemment à la télévision est-allemande.

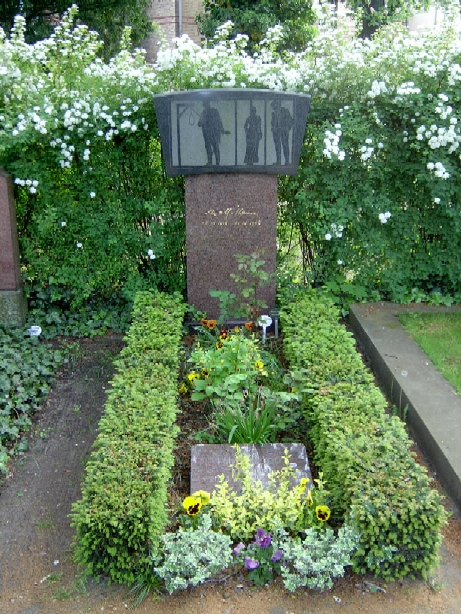
La tombe de Wolf Kaiser à Berlin.

Kaiser croyait et soutenait l'État communiste est-allemand. Il est bouleversé par son effondrement en 1989, par sa corruption révélée après sa chute et la réunification allemande, ainsi que par le retour du capitalisme et du chômage de masse en Allemagne de l'Est à partir de 1989. En 1992, quelques jours avant son anniversaire, Wolf Kaiser se suicide en sautant par la fenêtre de son bureau. Kaiser est enterré au cimetière Dorotheenstadt et Friedrichswerder à Berlin.
Son héritage écrit se trouve dans les archives de l'Académie des Arts de Berlin.

## Filmographie (sélection)
- 1944 : Das Leben ruft (de)
- 1951 : Die letzte Heuer (de)
- 1952 : Karriere in Paris (de)
- 1952 : Le Village condamné (Das verurteilte Dorf'')
- 1953 : L'Histoire du petit Muck (Die Geschichte vom kleinen Muck)
- 1954 : Ernst Thälmann – Sohn seiner Klasse de Kurt Maetzig
- 1954 : Der Fall Dr. Wagner (de)
- 1955 : Der Ochse von Kulm (de)
- 1956 : Thomas Müntzer – Ein Film deutscher Geschichte (de)
- 1956 : Das tapfere Schneiderlein (de)
- 1956 : Die Millionen der Yvette
- 1957 : Katzgraben (de)
- 1957 : Mutter Courage und ihre Kinder (téléfilm, enregistrement au théâtre)
- 1958 : Hexen von Paris de Erich-Alexander Winds
- 1959 : Kabale und Liebe (de)
- 1961 : Italienisches Capriccio (de)
- 1961 : Mère Courage et ses enfants (Mutter Courage und ihre Kinder) de Peter Palitzsch et Manfred Wekwerth
- 1961 : La Robe (Das Kleid) : l'empereur Max
- 1963 : Jetzt und in der Stunde meines Todes (de)
- 1965 : Les Aventures de Werner Holt (Die Abenteuer des Werner Holt)
- 1966 : Die Tage der Commune (enregistrement au théâtre)
- 1966 : Die Ermittlung (de) (enregistrement au théâtre)
- 1967 : Kleiner Mann – was nun?, téléfilm de Hans-Joachim Kasprzik (de) (TV-DDR)
- 1968-1970 : Ich – Axel Cäsar Springer (de) (TV-Mehrteiler)
- 1970 : Caesar und Cleopatra (de) (enregistrement au théâtre)
- 1971 : Brecht-Abend (de) (enregistrement de studio)
- 1976 : Der Stumme (de)
- 1978 : Ursula (de)
- 1981 : Die Leidenschaftlichen
- 1981 : Casanova auf Schloss Dux (de) (Fernsehspiel)
- 1992 : Wolf Kaiser – Schauspieler. Berlin Friedrichstraße, un film de Roland Steiner et Walther Petri

## Théâtre
- 1950 : Bertolt Brecht : Mère Courage et ses enfants – mise en scène : Bertolt Brecht (Berliner Ensemble du Deutsches Theater Berlin)
- 1950 : Ernst Fischer : Der große Verrat – mise en scène : Wolfgang Langhoff (Deutsches Theater Berlin)
- 1951 : Alfred Kantorowicz : Die Verbündeten - mise en scène : Wolfgang Heinz (Deutsches Theater Berlin - Kammerspiele)
- 1951 : Bertolt Brecht : Mère Courage et ses enfants (Feldhauptmann) – mise en scène : Erich Engel (Berliner Ensemble au Deutsches Theater Berlin)
- 1955 : Johannes R. Becher : Winterschlacht (major allemand) – mise en scène : Bertolt Brecht/ Manfred Wekwerth (Berliner Ensemble)
- 1959 : Bertolt Brecht : La Vie de Galilée - mise en scène : Erich Engel (Berliner Ensemble)
- 1960 : Bertolt Brecht : L'Opéra de quat'sous (Mackie Messer) – mise en scène : Erich Engel (Berliner Ensemble)
- 1961 : Helmut Baierl : Frau Flinz (Police de Kalusa) – mise en scène : Manfred Wekwerth/ Peter Palitzsch (Berliner Ensemble)
- 1962 : Bertolt Brecht : Les Jours de la Commune (Papa) – mise en scène : Manfred Wekwerth/ Joachim Tenschert (Berliner Ensemble)
- 1967 : George Bernard Shaw : César et Cléopâtre (César) – mise en scène : Ottofritz Gaillard (Volksbühne Berlin)
- 1967 : Helmut Baierl : Mysterium Buffo – Variante pour l'Allemagne (Meister Falk) – mise en scène : Wolfgang Pintzka (Volksbühne Berlin)
- 1968 : Friedrich Schiller : Don Carlos (Philipp) – mise en scène : Hannes Fischer (Volksbühne Berlin)

## Prix
- 1961 : Prix d'art de la République démocratique allemande
- 1965 : Prix national d'Allemagne de l'Est 2e classe
- 1967 : Prix national de la République démocratique allemande de 3e classe pour sa collaboration à Geduld der Kühnen
- 1968 : Prix national de la République démocratique allemande de 1re classe pour sa collaboration à Zeit ist Glück
- 1977 : Ordre du Service à la Patrie en argent
- 1981 : Ordre du service à la patrie en or